# Вільний Запорожець
Ві́льний Запоро́жець — селище в Україні, у Грушівській сільській територіальній громаді Криворізького району Дніпропетровської області.
Населення — 113 мешканців.

## Історія
Колишня назва була дана на вшанування «червоного козацтва» – збройного формування уряду т. зв. Української Народної Республіки Рад (пізніше УСРР). 28 грудня 1917 р., на противагу українському «Вільному козацтву», у Харкові був створений перший полк «червоного козацтва» під командуванням Віталія Примакова.
19 вересня 2024 року Верховна Рада підтримала перейменування села Червоний Запорожець на Вільний Запорожець. Нова назва вшановує "Вільне Козацтво". 26 вересня 2024 року перейменування набуло чинності.

## Географія
Селище Вільний Запорожець розташоване на правому березі річки Кам'янка. На півдні межує з селом Червоний Тік, на сході з селом Шолохове Нікопольського району, та на півночі з селом Кам'янка.
За 2 км на південний захід від центру села розташована пам'ятка археології місцевого значення Курганна група біля села Вільний Запорожець.

## Населення
Згідно з переписом УРСР 1989 року чисельність наявного населення селища становила 128 осіб, з яких 64 чоловіки та 64 жінки.
За переписом населення України 2001 року в селищі мешкало 113 осіб.

### Мова
Розподіл населення за рідною мовою за даними перепису 2001 року:
| Мова       | Відсоток |
| ---------- | -------- |
| українська | 95,58 %  |
| російська  | 4,42 %   |